# Gary Chathuant
Gary Chathuant, né le 17 juin 1983 aux Abymes, en Guadeloupe, est un joueur français de basket-ball. Il évolue au poste d'ailier.

## Palmarès
- Champion de France de Pro B 2005 avec Brest
- Vainqueur des Playoffs Pro B en 2016 et accession à la Jeep Elite avec ESSM Le Portel
- Vainqueur la leaders cup 2020 Pro b avec Nantes